# 小行星6479
小行星6479（英語：6479 Leoconnolly）是一颗围绕太阳公转的小行星。1988年6月15日，埃莉諾·赫琳在帕洛马山发现了此天体。
这颗小行星的绝对星等为51.88378643824946等。